# Turystyka korporacyjna
Turystyka korporacyjna – turystyka organizowana przez korporacje i firmy. Jest to forma podróży służbowej, która polega na zapraszaniu gości do darmowego uczestnictwa w ważnych wydarzeniach lub wypoczynku. Turystyka korporacyjna to narzędzie wykorzystywane przez firmy do rozwijania kontaktów handlowych z partnerami i budowania pozytywnego wizerunku firmy na rynku. 